# 1295年
| 千纪： | 2千纪 |
| 世纪： | 12世纪 \| 13世纪 \| 14世纪                                                                                 |
| 年代： | 1260年代 \| 1270年代 \| 1280年代 \| 1290年代 \| 1300年代 \| 1310年代 \| 1320年代                           |
| 年份： | 1290年 \| 1291年 \| 1292年 \| 1293年 \| 1294年 \| 1295年 \| 1296年 \| 1297年 \| 1298年 \| 1299年 \| 1300年 |
| 纪年： | 乙未年（羊年）；元元贞元年；越南興隆三年；日本永仁三年                                                     |

## 大事记
- 元成宗改年號元貞。
- 馬可波羅取道特拉比松帝國返回歐洲。
- 3月24日——伊兒汗國親景教的海合都汗被親穆斯林的蒙古貴族推翻並處決，擁立旭烈兀第五子塔剌海的兒子拜都汗即位。
- 7月24日——翰林承旨董文用等向元成宗進呈《世祖實錄》
- 10月4日——伊兒汗國阿魯渾之長子合贊汗發動戰爭推翻拜都奪位。
- 10月23日——蘇格蘭與法國在巴黎簽署條約，達成了針對英格蘭的同盟關係。這被認為是蘇格蘭第一次獨立戰爭的開始。
- 11月3日——伊兒汗國合贊汗於即位後確立了伊斯蘭教的國教地位。

## 逝世
- 伯顏，元朝初年的軍事家和政治人物。
- 留夢炎，宋朝狀元，降元後官至禮部尚書。
- 3月24日——海合都，阿八哈次子，阿魯渾之兄弟，伊兒汗國的第五任君主
- 10月4日——拜都，旭烈兀第五子塔剌海的兒子，伊兒汗國的第六任君主。